# Moulin de Piis

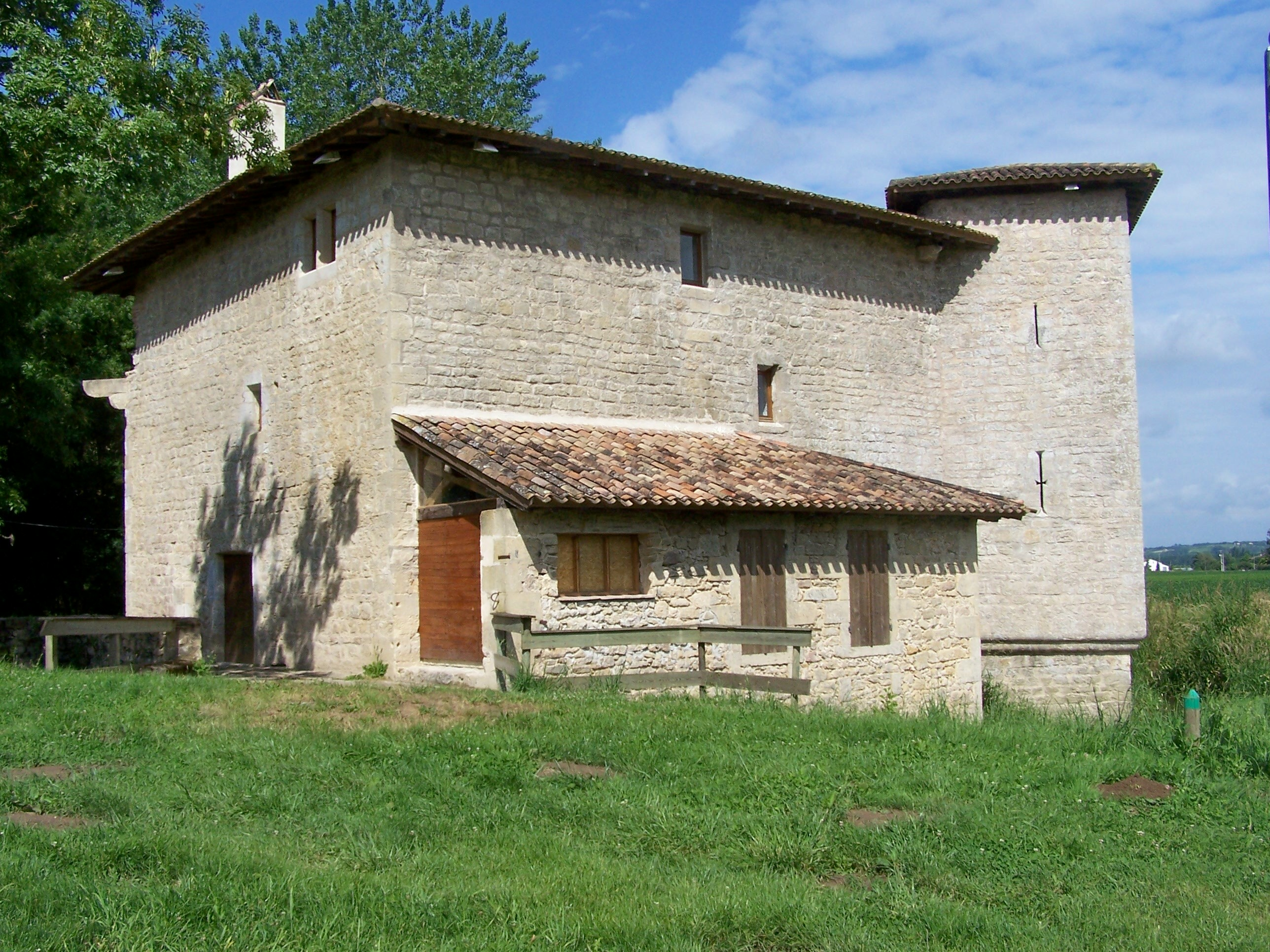
Ehemalige Mühle mit Wehrturm an der Nordseite

Die Moulin de Piis (deutsch „Mühle von Piis“) in Bassanne, einer französischen Gemeinde im Département Gironde in der Region Nouvelle-Aquitaine, war eine um 1280 erbaute Wassermühle. Das an der Bassanne liegende Gebäude in der Gemarkung von Jetins ist heute als Denkmal eingestuft.
Guillaume-Raymond de Piis kaufte 1234 die Herrschaft Bassanne. Sein Sohn Déodat de Piis ließ die Wassermühle aus Kalksteinmauerwerk erbauen, die mit einem rechteckigen Wehrturm an der Nordseite auch verteidigt werden konnte. Die Mühle war bis 1930 in Betrieb, bis 1941 bewohnt, bis 1947 als Tabaklager benutzt und verfiel in den folgenden Jahrzehnten. Die Gemeinde kaufte das Anwesen anschließend, um es vor dem Verfall zu retten. 1999 wurde der Verein der Freunde der Moulin de Piis gegründet. In den 2000er Jahren wurde das Gebäude zum Wohnhaus umgebaut.

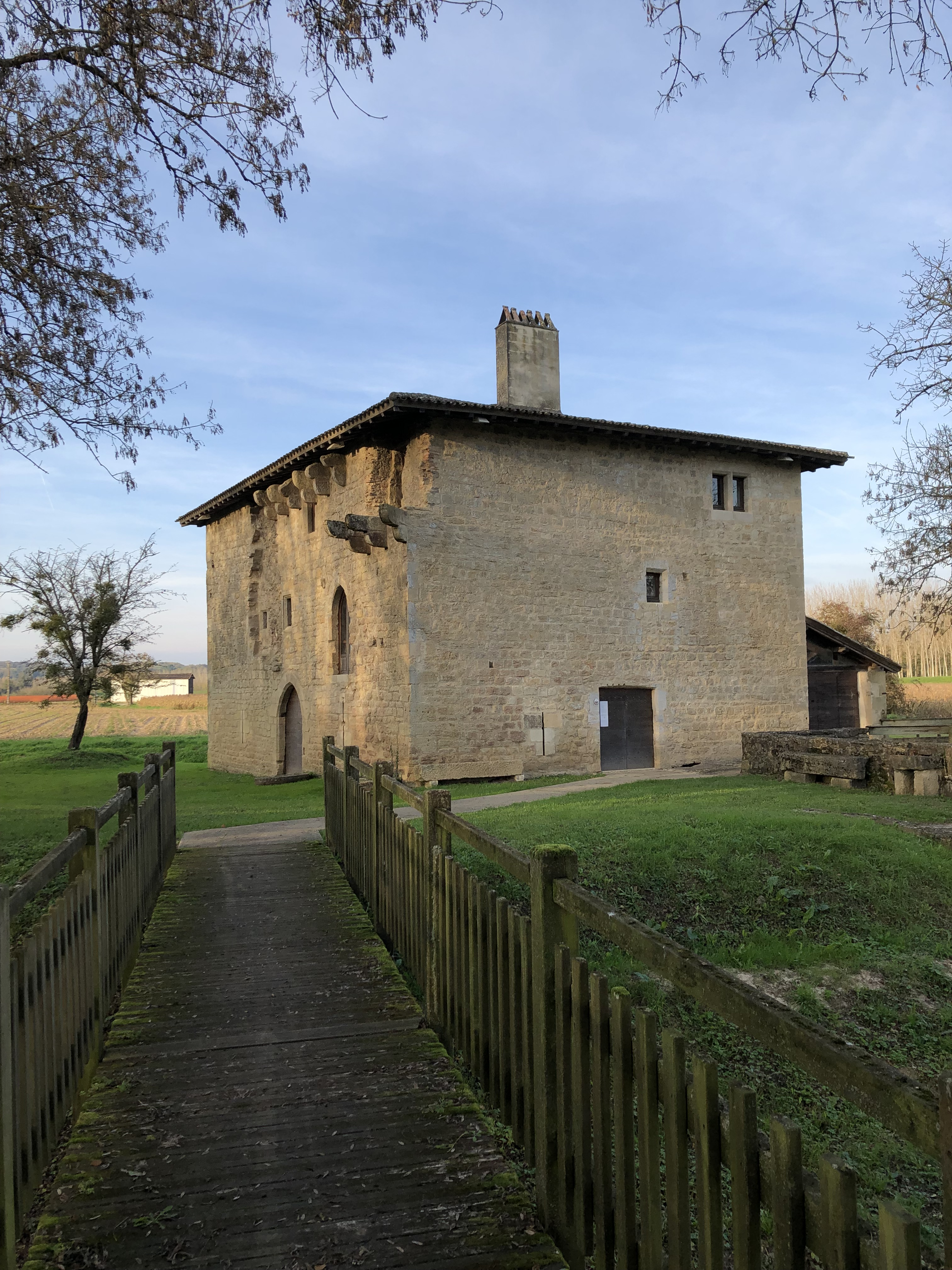
Südseite mit Zugang
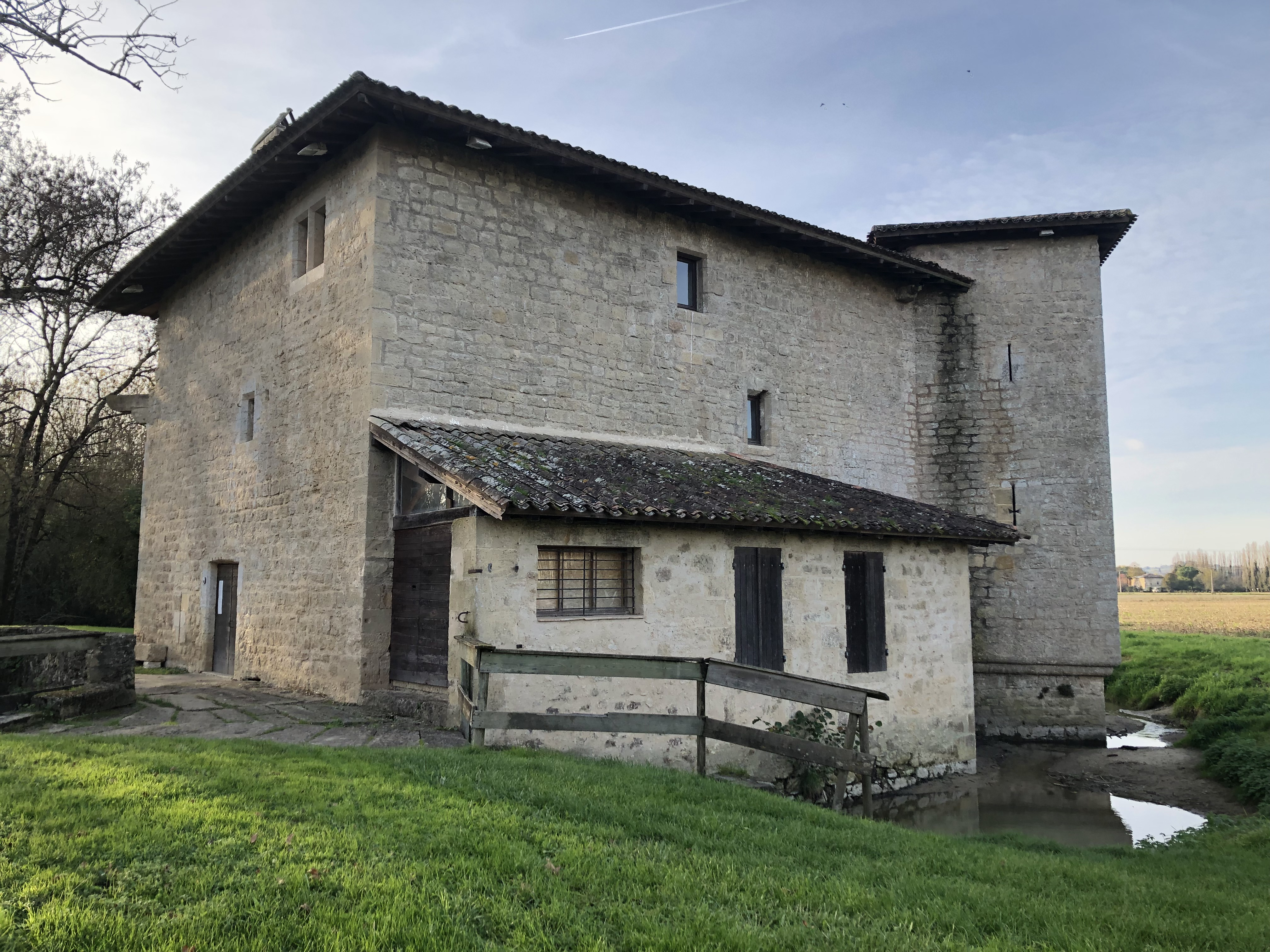
Ostseite
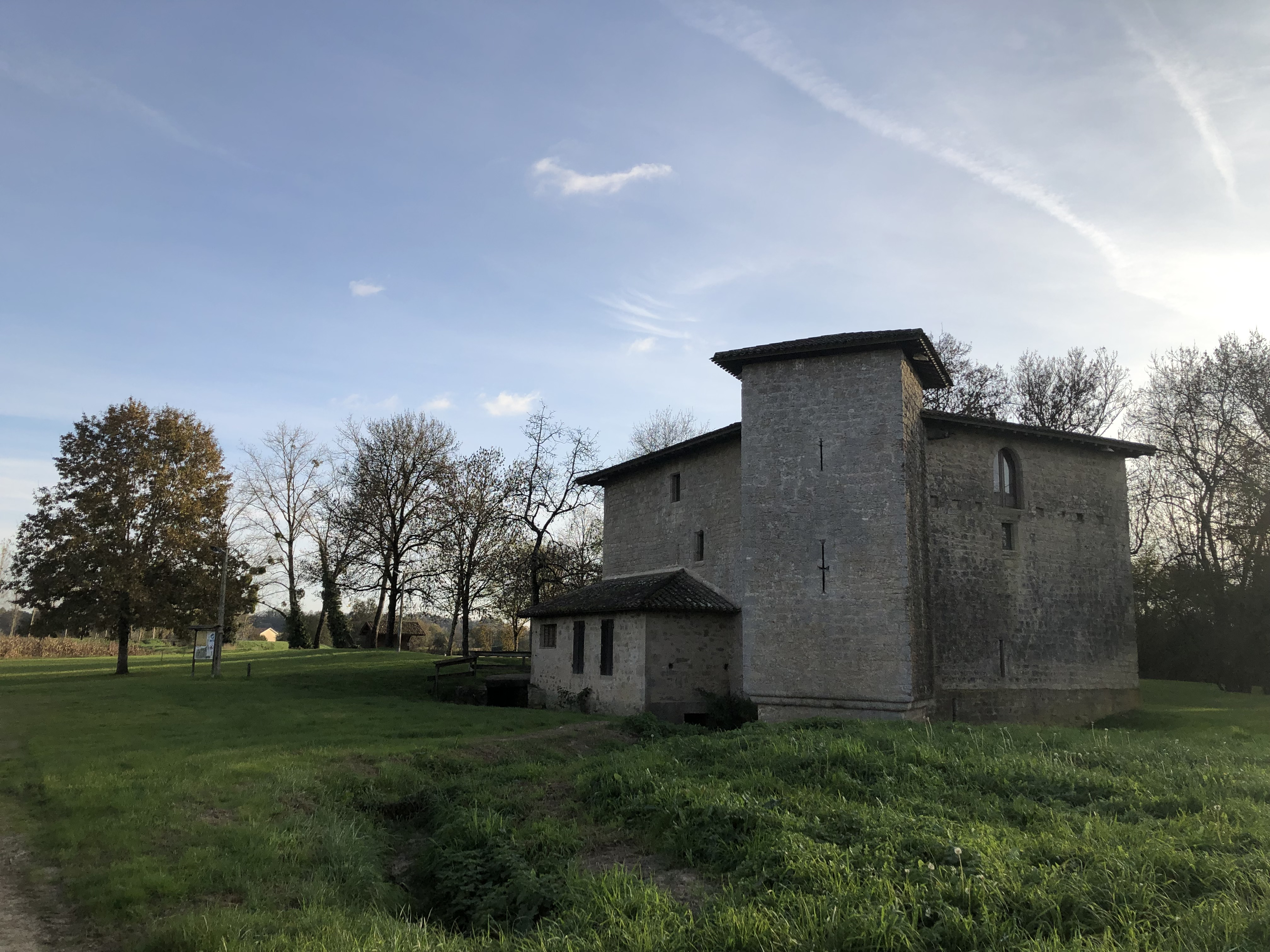
Nordseite mit dem Wehrturm
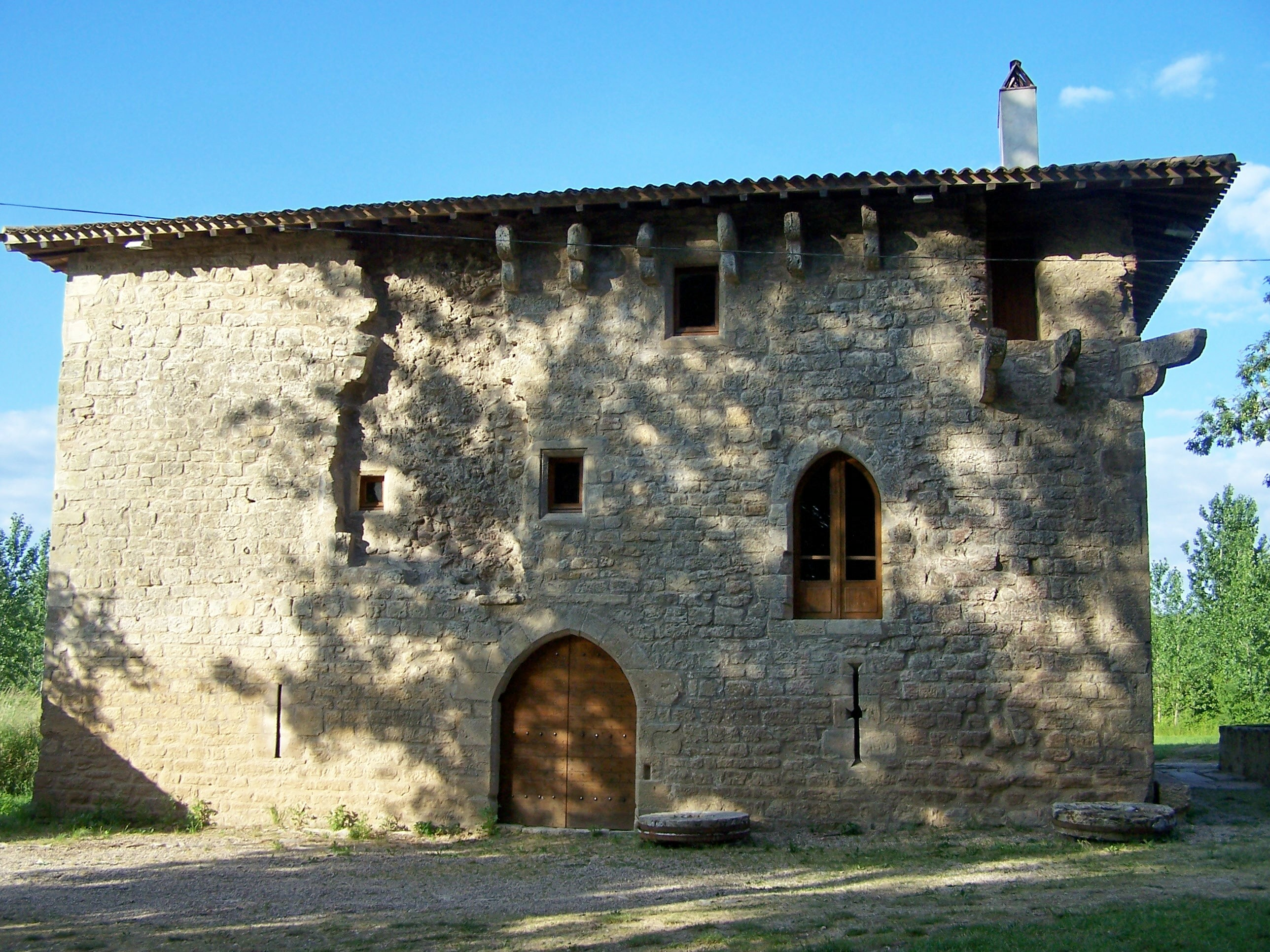
Westseite mit Rundbogenportal
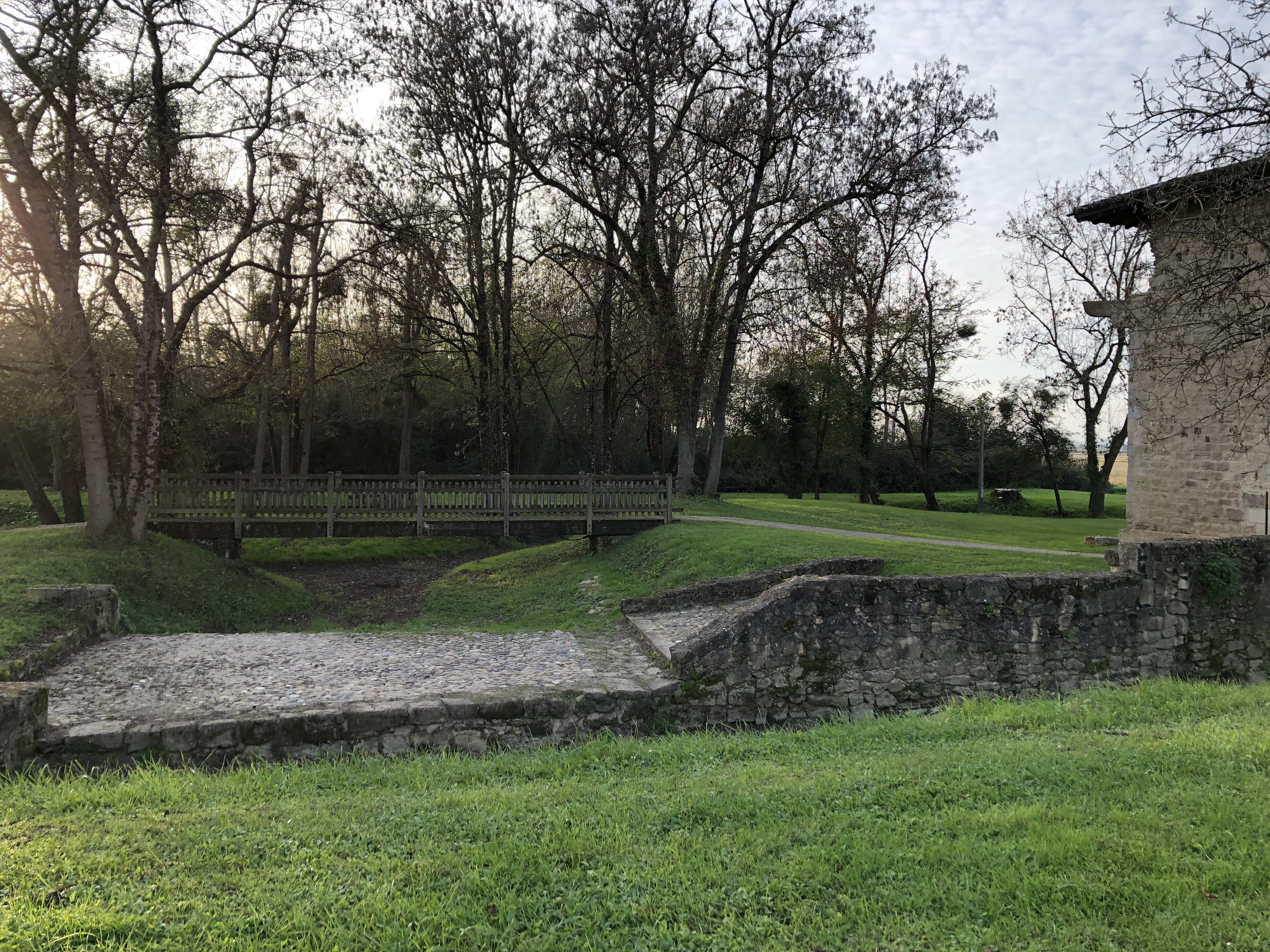
ehemalig wasserführende Gräben und Zugangsbrücke